# Estádio Gileno de Carli
Estádio Gileno de Carli – stadion piłkarski, w Cabo de Santo Agostinho, Pernambuco, Brazylia, na którym swoje mecze rozgrywa klub Associação Desportiva Cabense.